# PDFソフトウェアの一覧
PDFソフトウェアの一覧（PDFソフトウェアのいちらん）ではPortable Document Format（PDF）ソフトウェアを列記する。

## PDFファイルを表示・印刷するソフトウェア
- Acrobat Reader - 無料。
- CubePDF Viewer
- Evince - GNOMEデスクトップ環境向けのドキュメントビューア。
- Foxit PDF Reader - 無料、多機能。
- Google ドキュメント - PDFをHTMLへ変換して表示できるウェブアプリケーション。
- GSview - Ghostscriptをバックエンドに使用するビューア&コンバーター。
- Impressive - PDFでプレゼンテーション用にスライドショー表示するソフトウェア。
- KPDF - KDEデスクトップ環境向けのPDFビューア。
- LightPDF - デスクトップ版もあるオンラインPDFツール、クラウドでのPDF閲覧、管理にも対応。
- MuPDF - オープンソースのシンプルなPDFビューア。
- Nuance PDF Reader（wikidata） - ニュアンスコミュニケーションズ製の無料のPDFビューア。
- Okular - KDE4デスクトップ環境向けのドキュメントビューア。
- PDF-XChange Editor - Microsoft Windows用、フリーミアム、多機能。
- Picsel File Viewer - モバイル機器向けのドキュメントビューア。
- Skim - macOS向けのオープンソースなPDFビューア
- STDU Viewer - PDF、TIFF、TXTおよびDjVuに対応したビューア。
- Sumatra PDF - オープンソースのシンプルなPDFビューア。
- Xpdf - オープンソースのPDFビューア。
- プレビュー - macOSに付属するアプリケーション。

### Webブラウザ
- Google Chrome - Googleが開発、無料で提供している。Android OSでは表示しない。
- Microsoft Edge - Windows 10、11に標準で搭載されている。
- Mozilla Firefox - 無料。

## PDFファイルを作成・編集するソフトウェア

### アプリケーションソフト（製品）
- Adobe Acrobat（アドビ）
- Adobe Photoshop（アドビ）
- Adobe Illustrator（アドビ）
- Adobe InDesign（アドビ）
- Adobe LiveCycle PDF Generator（アドビ）
- Antenna House PDF Driver（アンテナハウス）
- ApowerPDF - PDFの編集、変換、署名、パスワード設定、圧縮、結合機能を搭載
- CorelDRAW（コーレル）
- DocuCom PDF Driver（クオリティソフト株式会社）。
- EIOffice PDF出力対応
- Enfocus PitStop Extreme（エンフォーカス）
- Enfocus PitStop Professional（エンフォーカス）
- FastPDFGen (株式会社PM9)
- Foxit PDF Editor
- JUST PDF［データ変換］［作成］［作成・編集］［作成・高度編集］（ジャストシステム） - ニュアンスコミュニケーションズジャパンのOEM。
- LightPDF - ブラウザーで直接利用できるPDF編集、変換、結合、分割、署名などのクラウドPDFソリューション、もちろんオフラインで利用可能なデスクトップ版、iOS/Android版もある。
- macOS - OSの標準機能としてPDFの出力機能を備えている。また、OS標準の画像閲覧ソフトプレビューではアノテーション機能を搭載（Quartzを参照）。
- Microsoft Office 2007 - 無償配布の"2007 Microsoft Office Add-in: Microsoft Save as PDF or XPS"の導入により、PDF出力機能とXPS出力機能に対応する。
- Microsoft Office 2010,2013,2016,2019 - PDF出力機能とXPS出力機能を標準で備えている。
- PDF Worksシリーズ（クロスランゲージ） - ニュアンスコミュニケーションズのOEM。
- PDF-XChange シリーズ（Tracker Software Products Ltd.）
- Power PDF（ニュアンスコミュニケーションズジャパン）
- SkyPDFシリーズ（スカイコム）
- アウトライナー（アンテナハウス）
- いきなりPDFシリーズ（ソースネクスト） -　ニュアンスコミュニケーションズのOEM。
- 逆PDF Back to Office（メディアカイト販売）
- 瞬簡PDFシリーズ（アンテナハウス）
- 速攻!PDF作成王（クロスランゲージ）
- まとめて瞬間PDFシリーズ（メディアカイト販売）

### オープンソース
- Apache OpenOffice - PDF出力機能を標準で備えている。
- CUPS - Unix系OSで印刷形式としてPDF出力が選べる。
- CubePDF（キューブ・ソフト） - Windows用。
- dvipdfm - 組版ソフトウェアLaTeXのドキュメントファイルをPDFに変換できる。
- Ghostscript - PostScriptファイルからPDFファイルを作成できる。
- Inkscape - PDFを直接編集できる。また、出力形式としてPDFを選べる。
- JasperReports - PDF出力機能を標準で備えている帳票作成ツール。
- LibreOffice - PDF出力機能を標準で備えている。
- PDFCreator - 仮想プリンタとして動作し、出力形式としてPDFを選べる。
- pdfTeX - TeXファイルから直接PDFファイルを作成できる。
- PDFtk - PDF編集CUIツール。PDFの結合・分割・暗号化・パスワード設定などができる。
- Scribus - DTPアプリケーションで、PDFを作成できる。

### フリーウェア
- Bullzip PDF Printer（英語版）
- CutePDF（Acro Software）
- doPDF（Softland）
- PrimoPDF（Nitro PDF）

多くのフリーウェアが内部でGhostscriptを利用している、Adobe Readerで使用したクリエイターを確認できる。

### XMLドキュメントからPDFファイルを作成する
次のソフトウェアはマークアップ言語XMLの応用技術であるXSL-FOを利用し、XMLドキュメントからPDFファイルを作成する。
- AH Formatter（アンテナハウス） - XSL Formatterの後継
- Apache FOP（Apache XML Graphicsプロジェクト）

## PDFファイルをワープロや表計算ファイルに変換するソフトウェア
- JUST PDF［データ変換］（ジャストシステム） - クロスランゲージのOEM。
- PDF2Office（Recosoft）
- PDF-XChange シリーズ（Tracker Software Products Ltd.）
- LightPDF - ウェブベースのPDF変換・編集ソフトウェア
- Solid Converter PDF（Solid Documents）
- いきなりPDF to Data（ソースネクスト）

## PDFファイルをプログラムから扱うためのライブラリ
- AlivePDF - ActionScript3.0でPDFファイルを作成可能にするライブラリ。MIT License。
- Antenna House PDF Tool（アンテナハウス） - COM、C++、Java、.NETなどのプログラム言語からPDFファイルを作成したりしおり・注釈の追加・変更・削除、透かしの付加、セキュリティ設定変更を可能にする開発ツール。
- Apache PDFBox（英語版） - JavaからPDFファイルの作成や操作を可能にするライブラリ。
- FastPDFGen (株式会社PM9) - PHPや.NETなどのプログラム言語からPDFファイルを作成可能にするライブラリ
- iText - Java および C# から利用できるフリーでオープンソースのPDF作成ライブラリ
- Poppler - PDFをレンダリングするためのライブラリ。